# 2126 Gerasimovich
2126 Gerasimovich (1970 QZ) là một tiểu hành tinh vành đai chính được phát hiện ngày 30 tháng 8 năm 1970 bởi Tamara Mikhaylovna Smirnova ở Đài vật lý thiên văn Crimean. Nó được đặt theo tên của Boris Gerasimovich, nhà thiên văn học Nga.